# 2channel
2channel (jap. 2ちゃんねる) oder auch 2ch (auf die URL zurückgehende Abkürzung), zuvor erreichbar unter der Domain 2ch.net, war ein in Japan populäres Internetforum. Mit 5channel (5ch.net) und 2channel (2ch.sc) beanspruchen zwei Foren für sich, offizieller Nachfolger zu sein.

## Geschichte

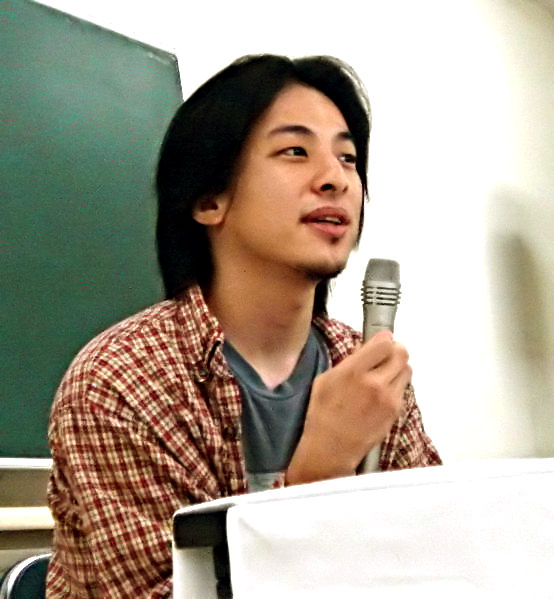
Hiroyuki Nishimura (2005)

2channel wurde im Mai 1999 von Hiroyuki Nishimura gegründet, während er ein Student an der University of Central Arkansas war. Der Name der Seite ist eine Anspielung auf VHF‐Kanal 2, der Standardeinstellung für HF‐Modulatoren in frühen Videospielkonsolen bei der Verbindung mit japanischen Fernsehern.
Gehostet wurde 2channel bis 2014 bei verschiedenen Unternehmen des US-Amerikaners Jim Watkins auf in den USA befindlichen Servern, um die deutlich strengeren japanischen Gesetze zu Onlineinhalten zu umgehen. Watkins bot seit den 90ern Hostingdienstleistungen auf US-Servern speziell für japanische Pornografie-Websites an.
Zu Beginn war die Seite eines von vielen Internetforen der Nanashii Warudo (dt.: Namenlose Welt), einem Netzwerk vieler verschiedener Mailbox‐Seiten, das sich 1997 um die 1996 von Masayuki Shiba gegründete Seite Ayashii World (jap. あやしいワールド Ayashii Warudo, dt.: Seltsame Welt) gebildet hatte. Ayashii World selbst war zu diesem Zeitpunkt jedoch bereits wieder geschlossen worden. 2channel benutzte Code von Amezou BBS, einer besonders populären Seite der Nanashii Warudo, die zur Hauptanlaufstelle für ehemalige Benutzer von Ayashii World geworden war, nachdem die Seite im September 1998 geschlossen wurde. Viele der grundlegenden Systeme von 2channel wie die Darstellungsweise der Threads oder die Konzepte von sage und age wurden zuerst auf Amezou entwickelt. Als Amezou BBS im Oktober 1999 selbst offline ging migrierten viele Benutzer zu 2channel. In diesem Kontext kommt dem Namen der Seite eine weitere Bedeutung als „Zweiter Kanal“ zu, wobei Amezou BBS den „ersten Kanal“ darstellt.
Im August 2001 stand 2channel kurz vor der Schließung, woraufhin Benutzer der Seite vorsorglich eine Ersatzseite namens 2chan oder Futaba Channel aufmachten. Die Besonderheit dieser Seite war, dass sie es auch ermöglicht Bilder einzustellen, womit sie zu einem der ersten Imageboards wurde. Obwohl die Schließung von 2channel abgewandt werden konnte, gewann Futaba Channel selbst eine große Zahl an Nutzern, entwickelte bald eine eigene Kultur und wurde seinerseits zum Vorbild für das bekannte englischsprachige Imageboard 4chan.
2014 übernahm Jim Watkins wegen angeblichen Missmanagements und ausgebliebener Zahlungen die Kontrolle über 2channel. Da inzwischen auch die bisherige Domain 2channels, 2ch.net, bei einem zu Watkins gehörenden Unternehmen registriert war, konnte er auch diese beschlagnahmen und Nishimura von seiner eigenen Website ausschließen. Watkins gründete daraufhin die Seite 5channel unter der Domain 5ch.net und ließ seit 2017 auch 2channels alte Domain auf diese umleiten. Watkins übernahm 2014 außerdem auch das Hosting des 2013 gegründeten, kontroversen Imageboards 8chan, dessen Betreiber er seit 2016 ist.
Nach diesen Ereignissen eröffnete Nishimura 2channel 2014 unter einer neuen Domain, 2ch.sc, bei einem anderen Hostingdienstleister wieder, welches jedoch weit hinter der Beliebtheit 5channels zurückfällt. Seit 2015 ist Nishimura außerdem Betreiber und Administrator des 2003 gegründeten englischsprachigen Imageboards 4chan, nachdem es von dessen Gründer moot an ihn verkauft wurde.

## Bedeutung
2channel wird in japanischer Sprache betrieben und hat knapp zehn Millionen Benutzer. Alexa führte die Webadresse im Juni 2015 auf Platz 24 in Japan. Für den 11. Juni 2015 meldete das System von 2channel mehr als 2,4 Millionen neue Diskussionsbeiträge.
Dentsu, die größte Werbeagentur der Welt, beschäftigt eine eigene Abteilung damit, die Beiträge auf 2channel zu verfolgen, um aktuelle Trends schnell zu erfassen.
Im November 2021 befand sich 2channel (2ch.sc) lediglich auf Platz 3018 in Japan. 5channel hingegen erreichte noch Platz 106 bei 2,08 Millionen Beiträgen am 11. November 2021.

## Grundlegende Konzepte
Alle Teilnehmer an der Diskussion sind prinzipiell anonym (vgl. Anonymität im Internet), per Voreinstellung werden alle Beiträge mit einem uniformen Platzhalternamen (meist 名無しさん, Nanashi-san (etwa: „Herr/Frau Ohnenamen“) oder einer Variante davon) veröffentlicht. Eine vorherige Registrierung ist nicht erforderlich, man kann aber jederzeit seine eigene IP-Adresse von der Forum-Software ausgeben lassen, ein Pseudonym annehmen oder dieses sichern (per sogenannten Tripcodes, willkürlichen Zeichenfolgen, die bei der Eingabe an den Namen angehängt werden und per kryptologischer Hash-Funktion eine Art Authentifizierung in der Namensanzeige ausgeben). Der Gründer und Betreiber von 2channel, Hiroyuki Nishimura, hält Anonymität für nötig, weil sonst nicht damit gerechnet werden könne, dass wichtige Informationen ohne einen Filter durch die Medien veröffentlicht werden könnten. Zudem solle die prinzipielle Anonymität die Diskussionskultur fördern, indem das Zuordnen bestimmter Argumente zu bestimmten Personen erschwert und ein daraus folgendes Abgleiten von Diskussionen in die unsachliche Form eines Argumentum ad hominem prinzipiell vermieden würde. Kathrin Passig zitiert Hiroyuki Nishimura: „In einem anonymen System weiß man bei Kritik an den eigenen Beiträgen nicht, über wen man sich ärgern soll. Wenn es Benutzernamen gibt, neigen die alteingesessenen Nutzer dazu, immer mehr Autorität anzuhäufen, und es wird immer schwieriger, eine abweichende Meinung zu vertreten“ und sie ergänzt aus eigener Sicht, dass auf Teilnehmern, die in der Hackordnung niedriger rangieren, bei vollständiger Anonymität weniger herumgehackt wird. Auch würde es in einem solchen System schwierig oder sogar unmöglich, Beiträge nur deswegen positiv zu bewerten, weil sie von einem bestimmten Autor verfasst worden sind. Passig lässt Nishimuras Zitat schließen mit: „Alle Informationen sind gleichberechtigt, und nur präzise Argumente bringen einen weiter.“
Die Server für 2channel stehen in Amerika. Damit gibt es keine japanischen Provider, der Zugriff japanischer Regierungsstellen oder Gerichte auf das System wird damit erschwert.
Es gibt eine größere Anzahl von Freiwilligen, die nach internen Richtlinien unerwünschte Diskussionsbeiträge löschen.

## Haftung für illegale Äußerungen
Die Benutzer von 2channel sind anonym. Daher können durch illegale Eintragungen Geschädigte den Autor einzelner Beiträge normalerweise nicht identifizieren. Dies bedeutet, dass zivilrechtliche Ansprüche des Geschädigten gegen den einzelnen Autor und eine strafrechtliche Verantwortlichkeit des Autors meist an dessen Anonymität scheitern. Allerdings gibt es auch Fälle, in denen ein Geschädigter vom Betreiber des 2channel zumindest die IP-Adresse erfahren hat.
Eine Haftung des Betreibers dagegen ist nach japanischem Recht denkbar. Es gibt auch bereits verschiedene Gerichtsverfahren, in denen Geschädigte geklagt haben.
Ein bekannter Fall ist eine Klage von Debito Arudou. Dieser ist vor allem als Kläger im Prozess um rassistische Diskriminierung im Yunohana Onsen in Otaru bekannt, mit dem er sich gegen eine Politik des „Japanese Only“ dieses Betriebes gewehrt hat. Ihm wurden auf 2channel rassistische Äußerungen unterstellt. Dagegen wehrte er sich mit einer Klage, die erfolgreich war, aber noch Probleme bei der Zwangsvollstreckung aufwirft.
Der Betreiber von 2channel, Hiroyuki Nishimura, fühlt sich zur Erfüllung rechtskräftig festgestellter Forderungen nicht verpflichtet. Asahi Shimbun zitiert ihn wie folgt: We are actually all living bound by an incomplete set of rules--you don't have to pay if you simply refuse to pay. („Wir leben in Wirklichkeit alle unter unverbindlichen Regeln – man braucht nicht zu bezahlen, wenn man sich einfach weigert, zu bezahlen“).
Es gibt zahlreiche erfolgreiche Klagen Geschädigter, deren Gesamtwert bereits 4 Millionen Dollar übersteigt.

## Gesellschaftliche Wirkung
2channel war im Jahre 2004 Bühne einer Liebesgeschichte, die unter dem Namen Densha Otoko berühmt geworden ist.
Weiter hatte 2channel auch Einfluss auf die Wahl zur Person des Jahres vom Time Magazine genommen. Eine Kampagne in 2channel führte dazu, dass der Server wegen übermäßiger Stimmbeteiligung zusammenbrach und der betreffende Kandidat aus der Wahl ausgeschlossen wurde.

## Einnahmequellen
2channel erzielt Einnahmen aus Werbung. Ein System dazu ist es, Links von Diskussionsbeiträgen auf eine externe Seite nicht sofort zu bedienen, sondern zunächst zu einer Zwischenseite weiterzuleiten, auf der dann Werbung platziert ist. Der Benutzer muss sich dann erst einmal die Werbeseite ansehen, ehe er zu der ihn interessierenden Seite kommt.
Eine andere Einnahmequelle liegt darin, dass ältere Diskussionsbeiträge in ein Archiv verschoben werden, wo sie gegen Bezahlung abgerufen werden können.